# امید ولی زاده
امید ولی زاده با نام های Omid یا OD یک تهیه کننده هیپ هاپ مستقر در لانگ بیچ کالیفرنیا است. او آهنگ هایی مانند یاران آزاد ،  راننده اتوبوس ،  آلخاندرو اوکانا ،  زیرنویس ،  و اوول وان تولید کرده است.
او از Ensoniq ASR-10 ، یاماها CS1x و پرو تولز استفاده می کند.
امید ولی زاده فارغ التحصیل لیسانس هنرهای ضبط از دانشگاه لویولا مریمونت است. او از سال 1992 آهنگ تولید کرده است 
او با الهام از جنبش زیرزمینی هیپ هاپ در کافه زندگی خوب در اوایل دهه 1990، آلبوم مشترکی به نام زیر سطح را در سال 1998 منتشر کرد. بیش از 30 خواننده رپ، عمدتا از لس آنجلس در آن حضور داشتند.
اولین آلبوم انفرادی او، درامر دور ، در سال 2002 منتشر شد  این اثر از رمان هایپریون دن سیمونز ، موسیقی سان را و چیزهای دیگر الهام گرفته شده است.
او در سال 2003 آلبوم یکپارچه را در Mush Records منتشر کرد. این شامل مشارکت‌هایی از قبیل انتزاعی بی ادب ، آلخاندرو اوکانا ،  باک 65 ،  لاکییم ، آسیالون ، مورس ، و اسلاگ  بود. عنوان برگرفته از رمان آرتور سی کلارک 2010: اودیسه دو است.
در سال 2007، او آلبوم ابزاری، Afterwords 3 را در رکوردهای توله سگ آلفا منتشر کرد.